# 石田為久
石田 為久（いしだ ためひさ）は、平安時代末期の武将。三浦義明の従孫、蘆名為清の孫（『三浦系図』）。
相模国大住郡糟屋庄石田郷（現在の神奈川県伊勢原市石田）の住人となり、相模石田氏の祖となる。

## 概要
治承・寿永の乱において鎌倉方として、源範頼・源義経兄弟による木曾義仲討伐軍に従軍した。
寿永3年（1184年）正月21日、義仲が粟津の戦いで敗北し、北国へ落ち延びる道中、馬が粟津の松原で深田にはまり込んで動けなくなったところを、矢を放って義仲の兜の内側を射抜いた。義仲が倒れたところを為久の郎党2人が駆けつけ、その首を取った（『平家物語』木曾最期、『吾妻鏡』（元暦元年正月20日条））。
為久はその功績で、源頼朝より伊豆国3千町、あるいは近江国坂田郡石田村（現在の滋賀県長浜市石田町）の所領を与えられたという。安土桃山時代の石田三成はその後裔と称している。
江戸後期の木邨梅年（木村忠貞）の著作『鎌倉武監』に拠れば、石田三成が使用したことで著名な旗指物の紋「大一大万大吉」は、元々は石田為久が使用していたとされる。

## 画像集

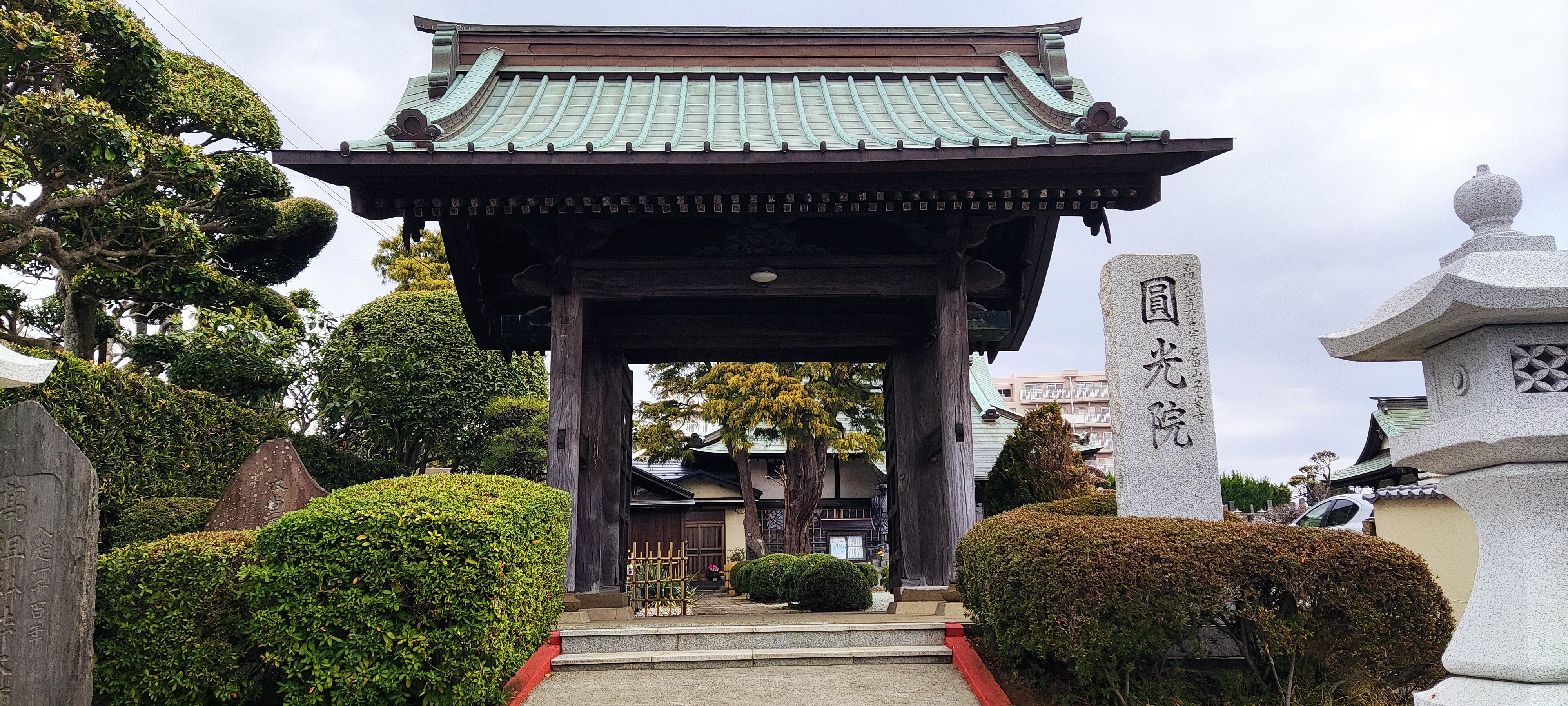
圓光院（伊勢原市）（神奈川県伊勢原市石田928）
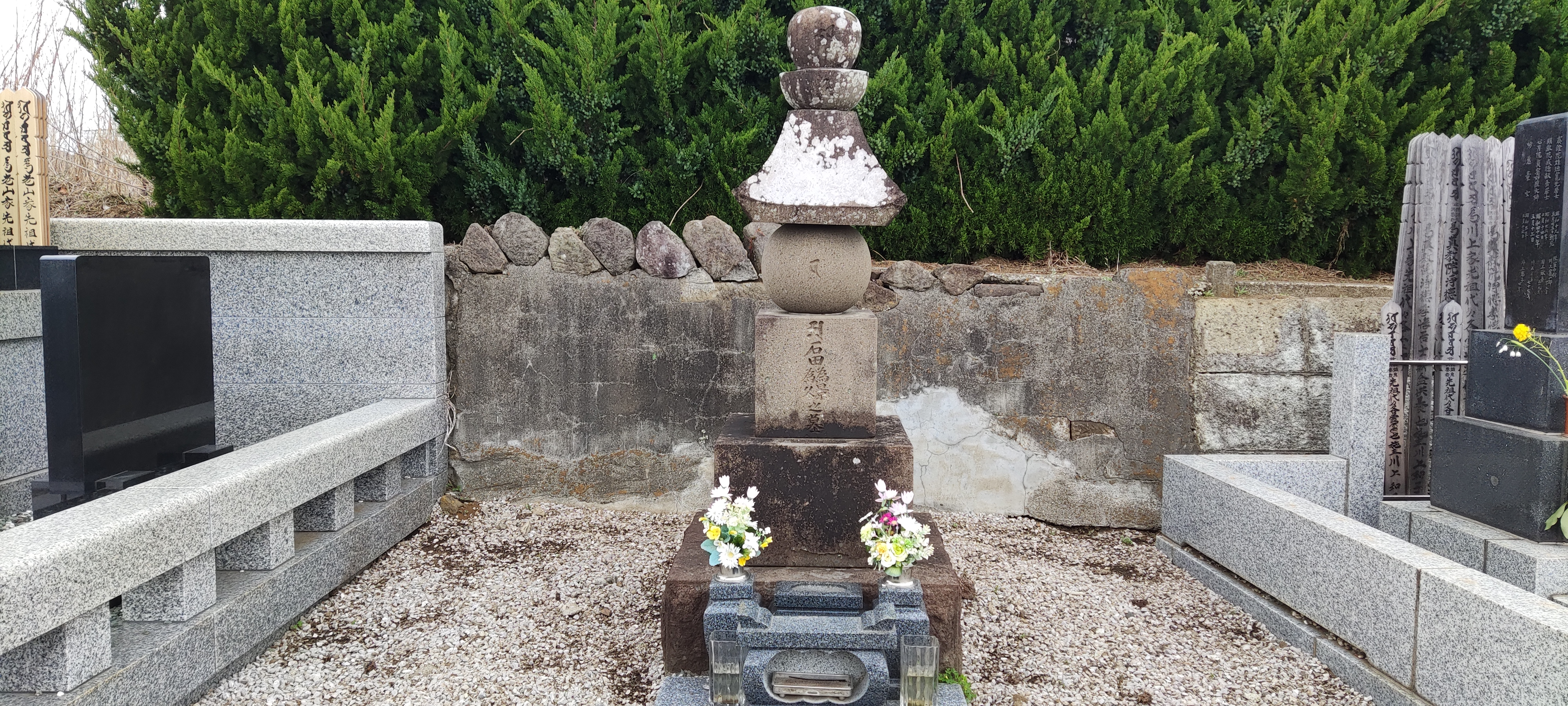
石田為久・為景之墓（伊勢原市）（圓光院墓所、本堂奥山側）
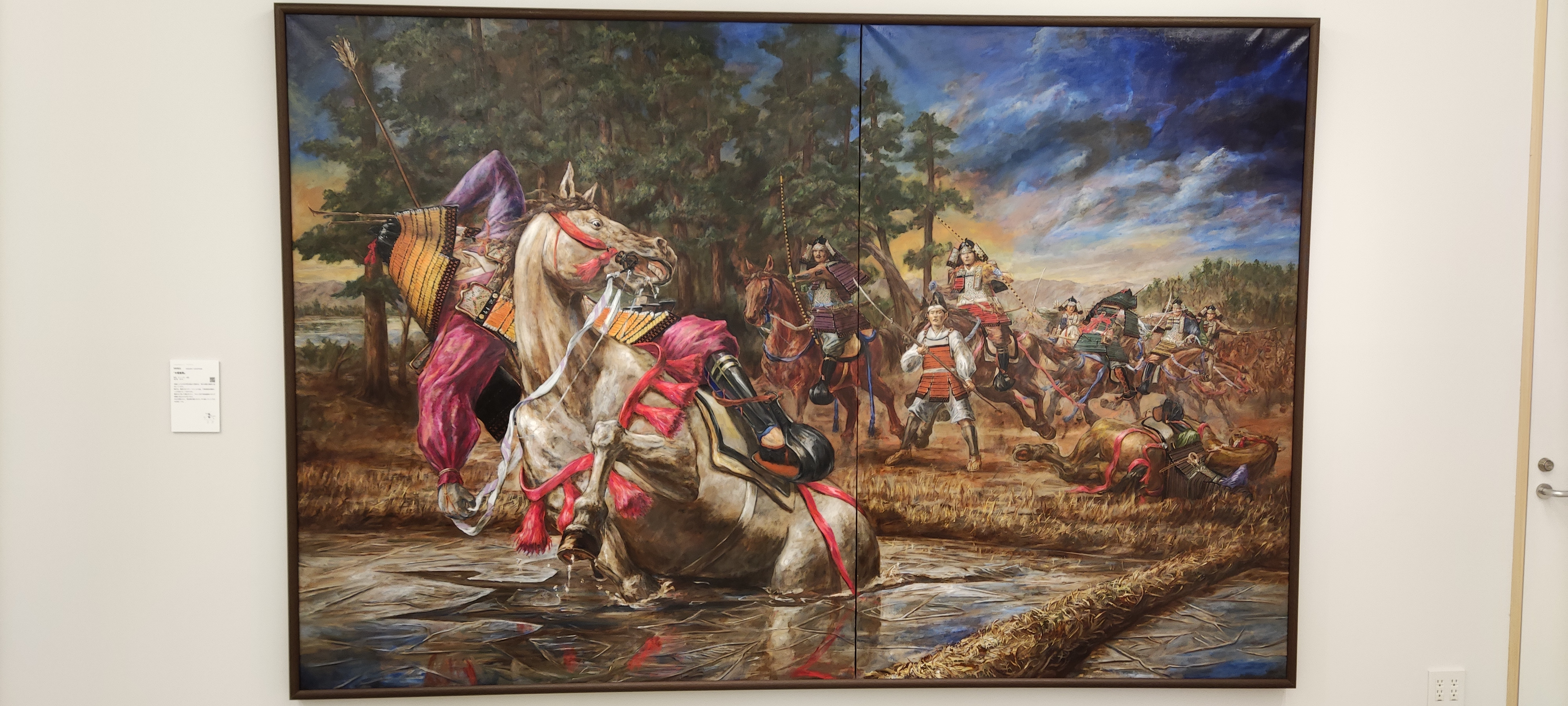
木曾最期（義仲館）（田村佳丈氏作油絵、館内撮影可）